# Wnioskowanie w tył
Wnioskowanie w tył – działanie regresywne (Modus Tollendo Tollens). Polega na tym, że wychodzimy od tego, co chcemy udowodnić i idziemy w kierunku aksjomatów.
Czyli żeby udowodnić {\displaystyle X,} udowadniamy {\displaystyle Y\supset X,} {\displaystyle Z\supset Y} i tak dalej, aż dojdziemy do aksjomatów. Nie wiemy czy idziemy w dobrym kierunku, ale ponieważ aksjomaty znamy z góry, możemy zaplanować algorytm tak, żeby raczej zachowywał odpowiedni kierunek. Jest to duża przewaga nad wnioskowaniem w przód, jako że w tamtym przypadku znajomość aksjomatów okazuje się niewystarczająca do skutecznej optymalizacji.
Wnioskowanie w tył często stosuje się w systemach ekspertowych do automatycznego dowodzenia twierdzeń.